# Révillon Chocolatier
Pour les articles homonymes, voir Révillon (homonymie).
Révillon est une chocolaterie française fondée à Lyon en 1898 et implantée depuis 1972 à Roanne dans la Loire. Elle est principalement connue pour sa production de papillotes et de chocolats de Pâques. Elle fournit en dehors du chocolat des pâtes de fruits qu'elle emballe dans ses papillotes. L'entreprise est la propriété du groupe Savencia.

## Histoire

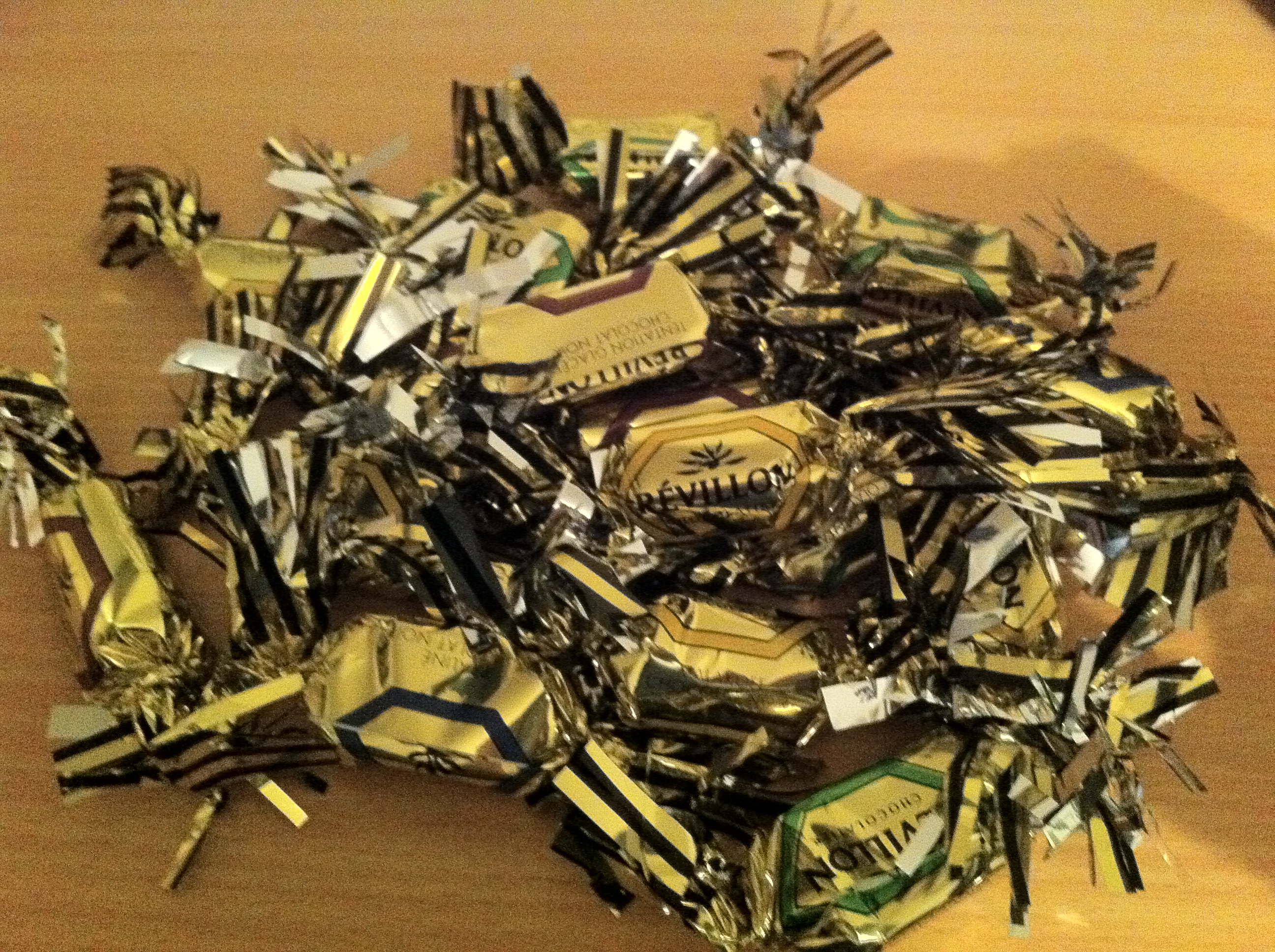
Des papillotes Révillon.

La chocolaterie Révillon est créée en 1898 par les familles Thomas et Pelen à Lyon,.
En 1920, la papillote devient son « produit phare ».
Jusqu'en 1965 les papillotes sont pliées manuellement.
L'entreprise est rachetée par le groupe Soparind Bongrain en 1969. En 1972, à la suite du rachat du fabricant roannais Favier-Milliat, connu pour ses papillotes vendues en grande distribution, elle construit une nouvelle usine au Coteau (Loire) et prend le nom de « La Chocolaterie du Coteau »,.
En 1984, Révillon Roanne réoriente son activité de transformation en produit fini exclusivement sur le chocolat et abandonne le métier de confiseur, pour se consacrer à la fabrication de chocolats saisonniers (Noël et Pâques) haut de gamme, dont les papillotes de Noël.
En 1994, la société mère achète le chocolatier Sprengnether à Margaux qui fabrique notamment les « Sarments du Médoc » depuis leur création en 1983, et les chocolats à la liqueur « guinettes » (ou « demoiselles de Margaux »),.
En 2001, la société mère fusionne l'ensemble et renomme les deux chocolateries « Révillon chocolatier »,. La même année en août, un important incendie accidentel détruit une partie de ses installations de Roanne,,. Elle sauve son année 2001 en se réorganisant de justesse.
En 2017 la chocolaterie bordelaise est revendue à une biscuiterie bretonne.
En 2020 Révillon entreprise de la Région Auvergne-Rhône Alpes reçoit un trophée d'innovation.

## Activité
En 2019, l'entreprise vend 400 millions de papillotes chaque année (soit 2500 tonnes). Révillon vend essentiellement  en France et à la grande distribution; Sa stratégie outre le chocolat fin est la papillote « locale » :  les pâtes de fruits fabriquées par des producteurs dans la région (avec des fruits français) sont emballées à Roanne. Le pic de fabrication et de vente a lieu pour les fêtes de fin d'année,,,. 70 % de la production est vendue dans le sud-est de la France. En 2010, le chiffre d'affaires est de 40 millions d'euros (140 millions de francs en 1990). Révillon Chocolatier emploie entre 240 et 450 personnes selon la saison.